# Otz Tollen
Otz Tollen (né le 9 avril 1882 à Berlin, mort le 19 juillet 1965 dans la même ville) est un acteur, réalisateur et scénariste allemand.

## Biographie
Il fréquente l'école de théâtre de Hock'sche et fait ses débuts le 29 septembre 1906 au théâtre de Constance dans une représentation de Le Songe d'une nuit d'été. Après les théâtres à Saint-Gall et à Bâle, il se rend en 1911 au Intime Theater à Nuremberg.
En mai 1912, il se produit pour la première fois au Kleines Theater dans sa ville natale de Berlin. La même année, Joe May l'engage pour son film In der Tiefe des Schachtes , où Tollen est le directeur de la mine. Au printemps 1915, il est enrôlé dans l'armée et reste soldat jusqu'à la fin de la guerre.
Il reprend sa carrière d'acteur au théâtre et au cinéma. De 1921 à 1925 et de 1929 à 1935, il se consacre presque exclusivement à son travail théâtral au Trianon-Theater, Residenz-Theater, Wallner-Theater, au Künstlertheater, Theater am Kurfürstendamm, à la Komödie et au Renaissance-Theater.
Dans le cinéma muet, il est à la fois comme acteur et réalisateur, il écrit également des scénarios et cofonde deux sociétés de production. Dans le cinéma parlant, il fait ses débuts en 1935. Il doit s'installer avec des rôles plus mineurs, incarnant souvent des policiers ou des officiers. Après 1945, il travaille également pour la RIAS et la NDR.

## Filmographie

### En tant qu'acteur
- 1912 : In der Tiefe des Schachts
- 1913 : Ein Ausgestoßener, 1. Teil
- 1914 : Weihnachtsglocken 1914 / Heimgekehrt
- 1915 : Kammermusik
- 1915 : Der ewige Friede. Ein Ausgestoßener, 2. Teil
- 1919 : Nach dem Gesetz
- 1920 : Der schwarze Graf
- 1925 : Die große Gelegenheit
- 1926 : Ich hatt' einen Kameraden
- 1926 : La Grande parade de la flotte (de)
- 1927 : Ein Tag der Rosen im August…
- 1929 : Rache für Eddy
- 1935 : Familie Schimek
- 1935 : Verlieb Dich nicht am Bodensee
- 1936 : Ein Lied klagt an
- 1937 : Patriotes
- 1937 : Les Sept Gifles
- 1937 : Togger
- 1937 : Unternehmen Michael
- 1937 : Gewitterflug zu Claudia
- 1938 : Dreizehn Mann und eine Kanone
- 1938 : Gastspiel im Paradies
- 1938 : Permission sur parole (de)
- 1938 : Geheimzeichen LB 17
- 1938 : Fille d'Ève
- 1938 : Pour le Mérite
- 1939 : Faux coupables
- 1939 : Der Gouverneur
- 1939 : Une cause sensationnelle
- 1939 : Drei Väter um Anna
- 1940 : Le Juif Süss
- 1940 : Les Rothschilds
- 1940 : Le Prix du silence
- 1940 : Wie konntest Du, Veronika!
- 1941 : Stukas
- 1941 : Spähtrupp Hallgarten
- 1942 : Le Grand Roi
- 1942 : Kleine Residenz
- 1942 : Der Fall Rainer
- 1943 : Besatzung Dora
- 1943 : Der unendliche Weg
- 1944 : Die Affäre Roedern
- 1944 : Der Verteidiger hat das Wort
- 1945 : Kolberg
- 1945 : Das kleine Hofkonzert
- 1948 : Ballade berlinoise
- 1952 : Mein Herz darfst du nicht fragen
- 1955 : Roman d'une adolescente (Roman einer Siebzehnjährigen)
- 1955 : Oberwachtmeister Borck
- 1956 : Waldwinter
- 1956 : Stresemann
- 1958 : Impudeur (de)
- 1960 : La Peau d'un espion

### En tant que réalisateur
- 1920 : Die Schreckensnacht im Irrenhaus Ivoy
- 1920 : Der Schädel der Pharaonentochter
- 1920 : Der schwarze Graf
- 1920 : Die Faust im Dunkel
- 1926 : Wenn Menschen irren. Frauen auf Irrwegen
- 1929 : Rache für Eddy

### En tant que scénariste
- 1920 : Die Schreckensnacht im Irrenhaus Ivoy
- 1920 : Der Schädel der Pharaonentochter
- 1926 : Wenn Menschen irren. Frauen auf Irrwegen
- 1927 : Prinz Louis Ferdinand